# Campionatele europene de gimnastică artistică feminină din 1998
Campionatele europene de gimnastică feminină din 1998, care au reprezentat a douăzecișidoua ediție a competiției gimnasticii artistice feminine a "bătrânului continent", au avut loc în orașul Sankt Petersburg din Rusia.
Datorită valorii mondiale a gimnasticii europene, campionatele europene de gimnastică feminină au coincis, pentru foarte mulți ani, cu replica sa mondială.